# Istlénievo
Istlénievo (en rus: Истленьево) és un poble de l'óblast de Tula, a Rússia, segons el cens del 2010 tenia 162 habitants.